# Michael A.J.
Michael A.J. (født 1983) er en dansk komponist, der er særlig kendt for at støtte Røde Kors, Kræftens Bekæmpelse og Dansk Flygtningehjælp ved at komponere musik til deres film- og tv-produktioner. Han har derudover komponeret filmmusik til en lang række afgangsfilm fra filmskoler i ind- og udland, samt til spillefilmen Fortidens Skygger.

## Ekstern henvisning
- Officiel website for Michael A.J.
- Michael A.J. på Internet Movie Database (engelsk)